# Goliath Artists
Goliath Artists es un sello discográfico y de talentos, que se hizo conocido por ser parte de varios artistas importantes, como: Eminem, Xzibit, y Cypress Hill. Es dirigido por Paul Rosenberg, quien es parte además del sello discográfico de Eminem, Shady Records, de quien es mánager. Su sede se encuentra en Nueva York.

## Artistas
- Eminem
- Xzibit
- Cypress Hill
- D12
- B-Real
- Blink-182
- The Knux
- Three 6 Mafia
- The Alchemist